# Frank Bethmann
Frank Bethmann (* 25. April 1966 in Bremen) ist ein deutscher Fernsehjournalist und Moderator. Er ist für das Zweite Deutsche Fernsehen (ZDF) tätig und moderiert dort für die Börsenredaktion, ist Redakteur im heute-journal und Mitglied im Kompetenzteam Wirtschaft.

## Leben
Nach einer kaufmännischen Lehre bei Jacobs Suchard studierte Frank Bethmann Betriebswirtschaftslehre in Berlin, 1993 schloss er sein Studium mit einem Diplom ab. Ab 1991 arbeitete er als freiberuflicher Hörfunkreporter für die Wirtschaftsredaktion des Senders Freies Berlin (SFB). Im Jahr 1996 wechselte er zum Inforadio des Rundfunks Berlin-Brandenburg (RBB), für das er als Moderator, Redakteur und Reporter arbeitete und die Wirtschaftsredaktion mit aufbaute. Von 1997 bis 2008 war Bethmann in der Wirtschaftsredaktion des ZDF-Morgenmagazins tätig, unter anderem als Moderator und Ressortleiter. Seit 2008 gehört er der Börsenredaktion des ZDF in Frankfurt am Main an und ist in Moderationen u. a. für das Morgen- und Mittagsmagazin und im heute-journal zu sehen. Für Letzteres arbeitet Bethmann seit 2009 zudem als fester Redakteur in Mainz. Außerdem ist er seit 2009 Mitglied des Kompetenzteams Wirtschaft des Senders.
Zum Höhepunkt der Finanzkrise war Frank Bethmann vier Wochen lang mit der Studioleitung New York betraut. Von der New York Stock Exchange berichtete er in dieser Zeit live über die Geschehnisse vor Ort. Neben seinen Tätigkeiten als Redakteur im heute-journal war Bethmann von 2008 bis 2010 Mitautor von drei Wirtschaftsdokumentationen für das ZDF. Außerhalb des Senders moderiert er Veranstaltungen, Medientrainings und Fachtagungen.  Der Wirtschaftsexperte des ZDF ist auch selbst Gast bei Podiumsdiskussionen.